# Bettenberg-Giratsmoos
Bettenberg-Giratsmoos ist ein Naturschutzgebiet auf dem Gebiet der Stadt Konstanz im baden-württembergischen Landkreis Konstanz in Deutschland.
Das 132 Hektar große Schutzgebiet liegt auf dem Bodanrück zwischen den Konstanzer Stadtteilen Litzelstetten und Wollmatingen und ist seit dem 17. Juli 2023 als Naturschutzgebiet ausgewiesen. Es ist Bestandteil des FFH-Gebiets Bodanrück und westl. Bodensee und des Vogelschutzgebiets Bodanrück.

## Schutzzweck
Schutzzweck des Naturschutzgebietes ist „die Erhaltung und Entwicklung des Gebietes als von Wald und Offenland geprägte Drumlin-Landschaft, deren Geologie und Oberflächenformen maßgeblich von den Ablagerungen der Würmeiszeit geprägt sind; [als] Standort mit besonders vielfältigen Wald- und Offenlandlebensräumen und Standortgradienten von nass bis trocken, u. a. Magerrasen, Nasswiesen, Weideformationen, Saumgesellschaften, Röhrichte, Stillgewässer, Fließgewässer, Gehölze und naturnahe Waldbestände sowie unterschiedliche Sukzessionsstadien; [als] weiträumige, offene Weidelandschaft; [als] Standort mit Pionierflächen und offenen Bodenstellen, die durch die vormalige Nutzung entstanden sind und einer hohen Anzahl zum Teil gefährdeter, konkurrenzschwacher Pionierarten Lebensraum bieten; [als] Standort mit temporären sowie dauerhaften Gewässern in unterschiedlicher Größe von Kleinstgewässern bis zum Mühlenweiher; [als] Lebensraum floristisch bemerkenswerter, teilweise gefährdeter oder vom Aussterben bedrohter Pflanzenarten; [als] Lebensraum seltener, teilweise gefährdeter oder vom Aussterben bedrohter Tierarten, insb. Vögel, Amphibien, Stechimmen, Libellen, Heuschrecken und Tagfalter; [als] großräumiger Rückzugsraum und potenzielles Wiederausbreitungsgebiet mit dynamischer Standortfunktion für Tier- und Pflanzenarten im Hinblick auf mögliche Klimaveränderungen [und als] Gebiet für die Aufwertung und Entwicklung von Lebensräumen und Lebensstätten.“
Zudem ist der Schutz der im Gebiet vorkommenden Schutzgüter der FFH-Richtlinie und der Vogelschutzrichtlinie als Schutzzweck festgelegt.